# ام‌اس آنتنور (۱۹۷۲)
ام‌اس آنتنور (۱۹۷۲) (به انگلیسی: MS Antenor (1972)) یک کشتی بود که طول آن ۵۵۱ فوت ۴ اینچ (۱۶۸٫۰۵ متر) بود. این کشتی در سال ۱۹۷۲ ساخته شد.